# Semjon Mogilevitj
Semjon Judkovitj Mogilevitj (ukrainska: Семен Могилевич Semen Mohylevitj), född 30 juni 1946 i Kiev, Ukrainska SSR, Sovjetunionen, ukrainsk kriminell och en av de ledande inom ryska maffian.
Semjon Mogilevitj är med i listan över FBI tio mest efterlysta personer.